# Piłka ręczna na Igrzyskach Azjatyckich 2022 – turniej kobiet
Turniej piłki ręcznej kobiet na Igrzyskach Azjatyckich 2022 – dziewiąty turniej kobiet w ramach igrzysk azjatyckich rozegrany w dniach 24 września – 5 października 2023 roku w Hangzhou.
W zawodach triumfowały Japonki, a najwięcej bramek zdobyła Liu Chan. Po zakończonym turnieju organizatorzy opublikowali statystyki indywidualne i drużynowe.

## Informacje ogólne
Losowanie grup odbyło się 27 lipca 2023 roku. Żeńskie reprezentacje zostały podzielone na dwie grupy, pięcio- i czterozespołową, które walczyły systemem kołowym o dwa czołowe miejsca premiowane awansem do półfinału.
W fazie grupowej spotkania toczone były bez ewentualnej dogrywki, za zwycięstwo, remis i porażkę przysługiwały odpowiednio dwa, jeden i zero punktów. Przy ustalaniu rankingu po fazie grupowej w przypadku tej samej liczby punktów lokaty zespołów były ustalane kolejno na podstawie:
- wyniku meczu pomiędzy zainteresowanymi drużynami;
- lepszego bilansu bramek zdobytych i straconych w meczach pomiędzy zainteresowanymi drużynami;
- większej liczby zdobytych bramek w meczach pomiędzy zainteresowanymi drużynami;
- lepszego bilansu bramek zdobytych i straconych we wszystkich meczach grupowych;
- większej liczby zdobytych bramek we wszystkich meczach grupowych;
- rzutu monetą.

## Faza grupowa

### Grupa A
| 24 września 202316:00 | Tajlandia | 20:44(9:22) | Kazachstan | Zhejiang Normal University, Hangzhou Sędzia: Al-Enezi, Al-Naseem |
| 24 września 202316:00 |           | 20:44(9:22) |            | Zhejiang Normal University, Hangzhou Sędzia: Al-Enezi, Al-Naseem |

| 25 września 202316:00 | Uzbekistan | 16:42(6:18) | Korea Południowa | Zhejiang Normal University, Hangzhou Sędzia: Liu, Xu |
| 25 września 202316:00 |            | 16:42(6:18) |                  | Zhejiang Normal University, Hangzhou Sędzia: Liu, Xu |

| 27 września 202315:00 | Uzbekistan | 33:37(12:15) | Kazachstan | Zhejiang Normal University, Hangzhou Sędzia: Marhoon, Al-Mawt |
| 27 września 202315:00 |            | 33:37(12:15) |            | Zhejiang Normal University, Hangzhou Sędzia: Marhoon, Al-Mawt |

| 27 września 202317:00 | Tajlandia | 14:45(9:21) | Korea Południowa | Zhejiang Normal University, Hangzhou Sędzia: Liu, Xu |
| 27 września 202317:00 |           | 14:45(9:21) |                  | Zhejiang Normal University, Hangzhou Sędzia: Liu, Xu |

| 29 września 202316:00 | Tajlandia | 28:40(11:19) | Uzbekistan | Zhejiang Normal University, Hangzhou Sędzia: Liu, Xu |
| 29 września 202316:00 |           | 28:40(11:19) |            | Zhejiang Normal University, Hangzhou Sędzia: Liu, Xu |

| 30 września 202316:00 | Korea Południowa | 45:23(22:16) | Kazachstan | Zhejiang Normal University, Hangzhou Sędzia: Al-Wahibi, Al-Shahi |
| 30 września 202316:00 |                  | 45:23(22:16) |            | Zhejiang Normal University, Hangzhou Sędzia: Al-Wahibi, Al-Shahi |

### Grupa B
| 24 września 202314:00 | Hongkong | 10:38(5:18) | Japonia | Zhejiang Normal University, Hangzhou Sędzia: Lee, Lee |
| 24 września 202314:00 |          | 10:38(5:18) |         | Zhejiang Normal University, Hangzhou Sędzia: Lee, Lee |

| 24 września 202318:00 | Nepal | 10:57(5:29) | Chiny | Zhejiang Normal University, Hangzhou Sędzia: Ghofli, Hassanzadeh |
| 24 września 202318:00 |       | 10:57(5:29) |       | Zhejiang Normal University, Hangzhou Sędzia: Ghofli, Hassanzadeh |

| 25 września 202314:00 | Indie | 13:41(4:21) | Japonia | Zhejiang Normal University, Hangzhou Sędzia: Ismoilov, Ismoilov |
| 25 września 202314:00 |       | 13:41(4:21) |         | Zhejiang Normal University, Hangzhou Sędzia: Ismoilov, Ismoilov |

| 25 września 202318:00 | Hongkong | 15:35(11:17) | Chiny | Zhejiang Normal University, Hangzhou Sędzia: Tawakoli, Valadkhanian |
| 25 września 202318:00 |          | 15:35(11:17) |       | Zhejiang Normal University, Hangzhou Sędzia: Tawakoli, Valadkhanian |

| 27 września 202313:00 | Japonia | 62:10(37:6) | Nepal | Zhejiang Normal University, Hangzhou Sędzia: Al-Wahibi, Al-Shahi |
| 27 września 202313:00 |         | 62:10(37:6) |       | Zhejiang Normal University, Hangzhou Sędzia: Al-Wahibi, Al-Shahi |

| 27 września 202319:00 | Indie | 26:26(10:12) | Hongkong | Zhejiang Normal University, Hangzhou Sędzia: Hussein, Imran |
| 27 września 202319:00 |       | 26:26(10:12) |          | Zhejiang Normal University, Hangzhou Sędzia: Hussein, Imran |

| 29 września 202314:00 | Nepal | 18:27(6:14) | Hongkong | Zhejiang Normal University, Hangzhou Sędzia: Faraj, Taqi |
| 29 września 202314:00 |       | 18:27(6:14) |          | Zhejiang Normal University, Hangzhou Sędzia: Faraj, Taqi |

| 29 września 202318:00 | Indie | 30:37(12:18) | Chiny | Zhejiang Normal University, Hangzhou Sędzia: Tawakoli, Valadkhanian |
| 29 września 202318:00 |       | 30:37(12:18) |       | Zhejiang Normal University, Hangzhou Sędzia: Tawakoli, Valadkhanian |

| 30 września 202314:00 | Nepal | 19:44(8:21) | Indie | Zhejiang Normal University, Hangzhou Sędzia: Ghofli, Hassanzadeh |
| 30 września 202314:00 |       | 19:44(8:21) |       | Zhejiang Normal University, Hangzhou Sędzia: Ghofli, Hassanzadeh |

| 30 września 202318:00 | Chiny | 25:26(11:8) | Japonia | Zhejiang Normal University, Hangzhou Sędzia: Al-Mawt, Marhoon |
| 30 września 202318:00 |       | 25:26(11:8) |         | Zhejiang Normal University, Hangzhou Sędzia: Al-Mawt, Marhoon |

## Faza pucharowa
|  |                  |                  |           |                   |    |                  |                  |       |
|  | Półfinały        | Półfinały        | Półfinały |                   |    | Finał            | Finał            | Finał |
|  | Półfinały        | Półfinały        | Półfinały |                   |    | Finał            | Finał            | Finał |
|  | 3 października   |                  |           |                   |    |                  |                  |       |
|  |                  |                  |           |                   |    |                  |                  |       |
|  | Korea Południowa | Korea Południowa | 30        |                   |    |                  |                  |       |
|  | Korea Południowa | Korea Południowa | 30        | 5 października    |    |                  |                  |       |
|  | Chiny            | Chiny            | 23        |                   |    |                  |                  |       |
|  | Chiny            | Chiny            | 23        |                   |    | Korea Południowa | Korea Południowa | 19    |
|  | 3 października   |                  |           |                   |    | Korea Południowa | Korea Południowa | 19    |
|  |                  |                  | Japonia   | Japonia           | 29 |                  |                  |       |
|  | Japonia          | Japonia          | Japonia   | Japonia           | 29 | 40               |                  |       |
|  | Japonia          | Japonia          |           |                   |    |                  |                  |       |
|  | Kazachstan       | Kazachstan       | 22        |                   |    |                  |                  |       |
|  | Kazachstan       | Kazachstan       | 22        | Mecz o 3. miejsce |    |                  |                  |       |
|  |                  |                  |           |                   |    |                  |                  |       |
|  | 5 października   |                  |           |                   |    |                  |                  |       |
|  |                  |                  |           |                   |    |                  |                  |       |
|  | Chiny            | Chiny            | 39        |                   |    |                  |                  |       |
|  | Chiny            | Chiny            | 39        |                   |    |                  |                  |       |
|  | Kazachstan       | Kazachstan       | 26        |                   |    |                  |                  |       |
|  | Kazachstan       | Kazachstan       | 26        |                   |    |                  |                  |       |

| 3 października 202312:00 | Korea Południowa | 30:23(15:14) | Chiny | Zhejiang Gongshang University, Hangzhou Sędzia: Al-Naseem, Al-Enezi |
| 3 października 202312:00 |                  | 30:23(15:14) |       | Zhejiang Gongshang University, Hangzhou Sędzia: Al-Naseem, Al-Enezi |

| 3 października 202314:00 | Japonia | 40:22(20:11) | Kazachstan | Zhejiang Gongshang University, Hangzhou Sędzia: Liu, Xu |
| 3 października 202314:00 |         | 40:22(20:11) |            | Zhejiang Gongshang University, Hangzhou Sędzia: Liu, Xu |

| 5 października 202313:00 | Chiny | 39:26(15:13) | Kazachstan | Zhejiang Gongshang University, Hangzhou Sędzia: Lee, Lee |
| 5 października 202313:00 |       | 39:26(15:13) |            | Zhejiang Gongshang University, Hangzhou Sędzia: Lee, Lee |

| 5 października 202317:00 | Korea Południowa | 19:29(8:14) | Japonia | Zhejiang Gongshang University, Hangzhou Sędzia: Marhoon, Al-Mawt |
| 5 października 202317:00 |                  | 19:29(8:14) |         | Zhejiang Gongshang University, Hangzhou Sędzia: Marhoon, Al-Mawt |